# Armeeabteilung Lüttwitz
Die Armeeabteilung Lüttwitz, auch Armeeabteilung von Lüttwitz, war eine kurzzeitig existierende deutsche Kommandobehörde der Wehrmacht kurz vor Ende des Zweiten Weltkriegs.

## Geschichte
Die Armeeabteilung Lüttwitz wurde im April 1945 im Ruhrkessel durch das Generalkommando XXXXVII. Panzerkorps aufgestellt. Die Unterstellung folgte unter die Heeresgruppe B. Mit der Kapitulation der Heeresgruppe B am 17. April 1945 wurde die Armeeabteilung Lüttwitz bereits wieder aufgelöst. Die Angehörigen der Armeeabteilung Lüttwitz kamen in US-amerikanische Kriegsgefangenschaft.
Befehlshaber war über das Bestehen der Armeeabteilung Lüttwitz General der Panzertruppe Heinrich von Lüttwitz. Chef des Stabes war Oberstleutnant Douglas Graf von Bernstorff.

## Gliederung
- LXIII. Armeekorps mit
  - Infanterie-Division Hamburg
  - 2. Fallschirmjäger-Division
- LIII. Armeekorps mit
  - Kampfgruppe Deichmann (Reste der 340. Volksgrenadier-Division)
- XXXXVII. Panzerkorps mit
  - 116. Panzer-Division
  - 180. Infanterie-Division
  - 190. Infanterie-Division
- Teile der 22. Flak-Division